# Азендорф (Гарбург)
Азендорф (нім. Asendorf) — громада в Німеччині, розташована в землі Нижня Саксонія. Входить до складу району Гарбург. Складова частина об'єднання громад Ганштедт.
Площа — 14,70 км2. Населення становить 2082 ос. (станом на 31 грудня 2021).